# 螺類
螺類（英文：conch）又稱為捲貝，是一种對有着螺旋形或旋涡形外壳的软体动物的總稱，主要指各种腹足纲动物，包括海螺、田螺、蜗牛等。

## 定義
螺類一詞既可以指代所有带着螺旋貝殼的生物，也可以單純指那些旋涡狀的貝殼，但是螺類不能算是一種嚴謹的動物分類，這种叫法在人類還未科学地對動物進行分類之前就已存在，全世界各地都有类似的名词。
貝殼是地球上各種生物都擁有的，但螺旋形的貝殼基本只集中在軟體動物之中，而軟體動物中的腹足綱又佔據了有螺旋貝殼的絕大多數種類，例如海螺、田螺、蝸牛等。一般來說螺類基本等於腹足綱，但在腹足綱中也有例外，例如蓋笠螺屬呈現的不是螺旋貝狀而扇貝狀的，而蛞蝓則將貝殼退化消失，這些腹足綱動物就不能算在螺類的範圍之內。另外，同屬於軟體動物的小旋鱿属、鸚鵡螺科、菊石在科學上屬於頭足綱，這些動物雖然不是腹足綱，但因為有螺旋形的貝殼，所以也被歸類為螺類，只不過頭足綱的有螺旋貝殼的種類相當稀少，遠遠不及腹足綱，其中絕大多數還是已滅絕的直角石和菊石類。

## 螺類的貝殼構造

### 解剖學

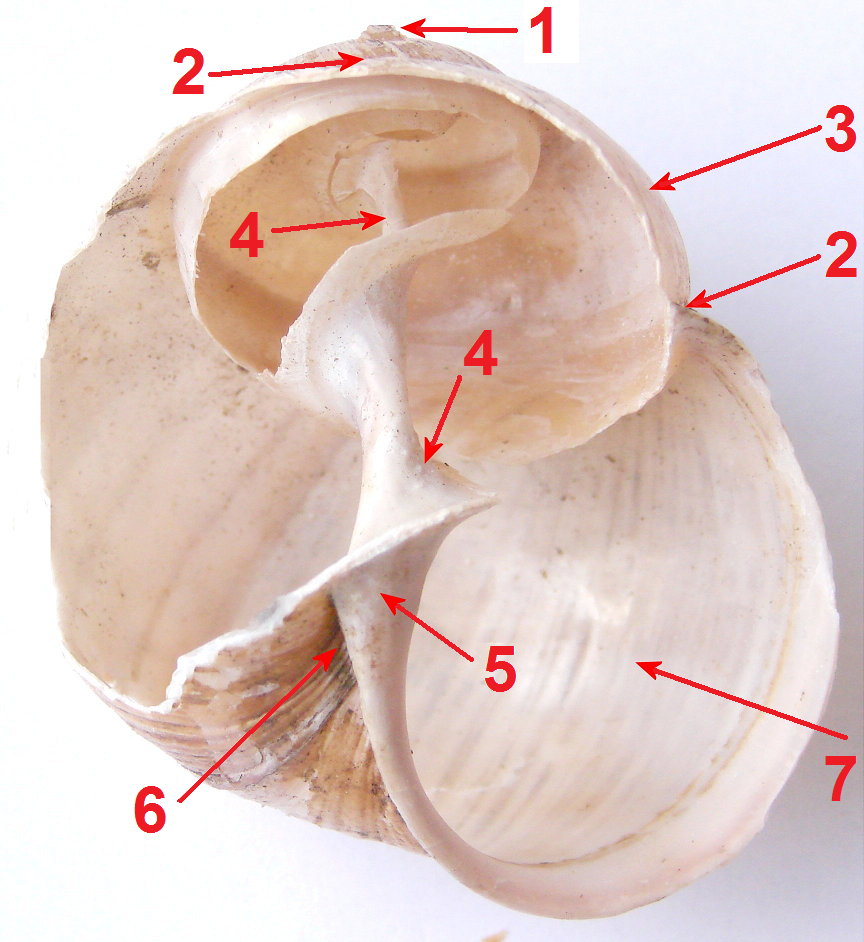
螺類的貝殼切面。

- 在螺類的貝殼開口處有防止獵食者進攻的薄片，無論是蝸牛、海螺還是鸚鵡螺都有這個構造
- 活著的螺類均有歯舌，方便磨損獵物並嚼碎吞下
- 貝殻的頂部有一個明顯的連接点，把構造合併為一
- 順時針和逆時針螺旋的貝殼，在其中有一根柱，貝殼就是圍繞著這個柱子向上旋轉

### 基因學
地球上的大多數動物都是左右對稱或者輻射對稱，而螺類呈現是螺旋状，不一定會對稱。螺類無論是順時針螺旋、逆時針螺旋、還是向內螺旋都有。一般來說，頭足綱的螺類必定是向裏螺旋，而腹足綱的情況則較為複雜，海中的腹足綱約9成是順時針螺旋的，而陸生的腹足綱一半以上是逆時針螺旋的，至於是什麼因素影響了這些動物的貝殼往固定方向旋轉，目前不得而知。在基因上，螺旋的方向僅僅由一個遺傳因子決定，日本中部大学曾經刻意利用基因裁剪技術把這個遺傳因子改變，使得養出來的螺類的貝殼旋轉方向發生逆轉，這也登錄在2019年的英國生物学雜誌《Development》。

## 於螺類類似的構造

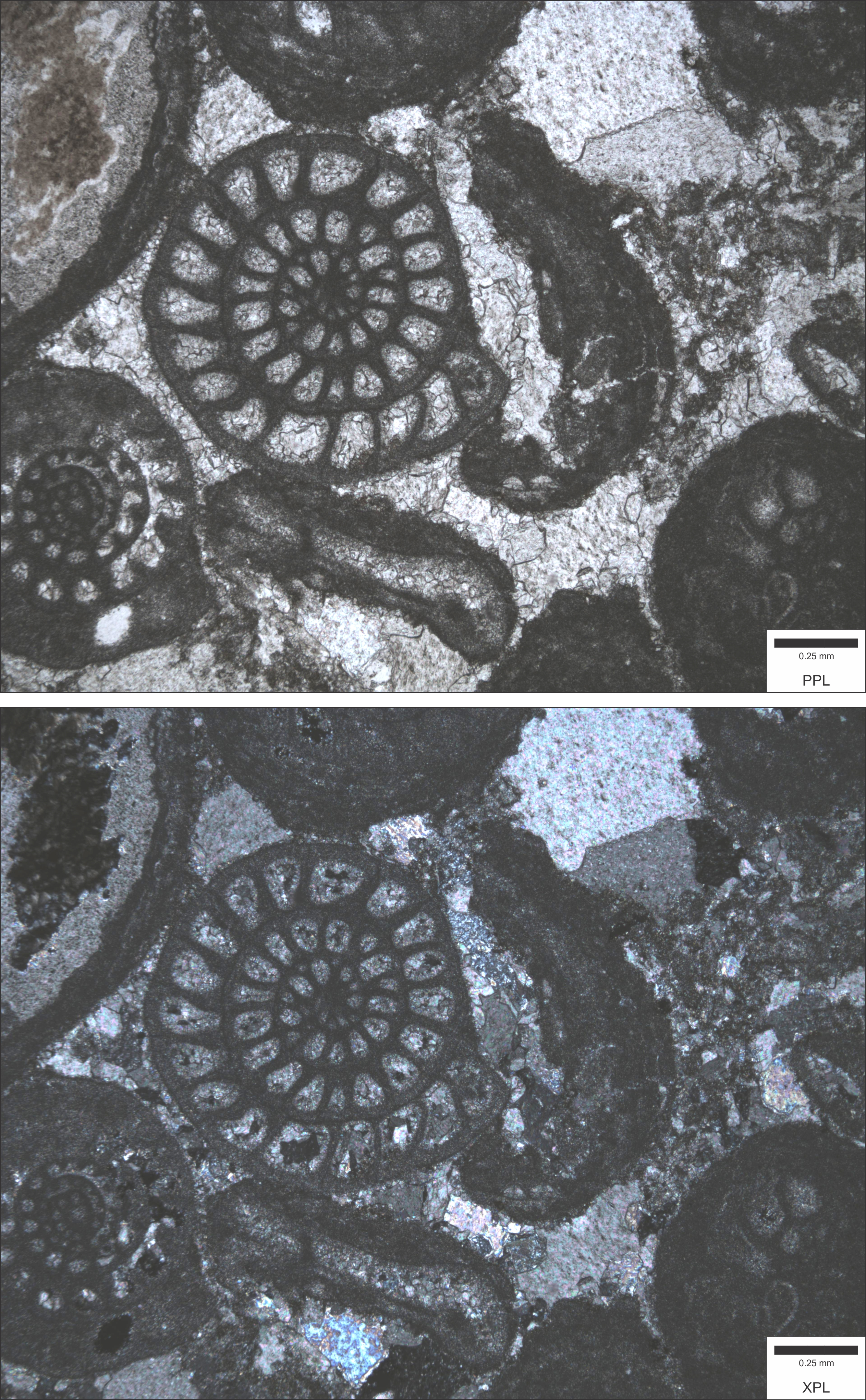
化石中的有孔虫

和螺類相似的地球生命還有很多，但這些都不是真正的螺類，例如：
- 有孔虫
- 某些鯊魚卵（佛氏虎鯊、斑紋異齒鮫等）
- 石蛾的外殼或者巢穴

## 用途
- 食用價值：螺類在地球上廣泛被食用，中國、日本、韓國、東南亞、太平洋群島、歐洲、美洲均有人類食用螺類的記錄，但需要注意是否有毒。
- 作為樂器：在印度、斯里蘭卡、泰國等國，將大法螺的貝殼作為一種吹奏樂器，符合佛教中的習俗。
- 珠寶首飾：在夏威夷、紐西蘭等國的原住民會把螺類當做是一種榮譽性裝飾，經常做成項鏈、手鏈、戒指、耳墜。
- 交易貨幣：在中國、伊朗和埃及古代，螺貝的貝殼作為一種錢幣來使用，中文中和錢有關的事務也經常用“貝部”來表示。

## 外部鏈接
- 小石川分館特別展示 貝の建築学 - 東京大学総合研究博物館
- Chisholm, Hugh (编). .  (第11版). London: Cambridge University Press. 1911.